# 今城 (下総国)
今城（いまんじょ）は、茨城県守谷市けやき台にあった日本の城。高野（こうや）館とも。

## 概要
守谷市けやき台の一角、うららか公園（けやき台3-17）の比高約10メートルの丘が主郭の一部とされる。もとは東西600メートル、南北200メートルの大きさを有し、空堀によって下の写真のように3郭ほどに区切られていたが、現代では大半が開発されてしまっており、全容は不明である。当地に三角点（基準点名は「高野」、等級は二等三角点）が設置されており、標高は21.29メートル、地理院地図上では21.3メートルと記載されている。

## 歴史

### 平安時代
天慶元年（938年）、平将門が興世王のために分城として築城。「今築いた城」から、「今城」と命名。

### 南北朝時代
南北朝時代、相馬氏が北畠顕国に与えた城とされるが根拠に乏しい。

### 戦国時代
足利高基が鮎川図書助宛てに、高野要害での戦功を賞する旨の感状を出していることから、戦国時代初期に合戦があったとされる。

## 交通アクセス
公共交通機関
関東鉄道常総線・南守谷駅から西へ直線距離で約1キロメートル。近隣にけやき台公園がある。